# Grecs Independents
Grecs Independents (en grec, Ανεξάρτητοι Έλληνες, Anexartitoi Ellines, ANEL) va ser un partit polític grec de dreta i antiausteritat, amb 18 diputats al Parlament Hel·lènic.

## Història
El partit va ser creat el 24 de febrer de 2012 per Panos Kammenos, exdiputat del partit conservador Nova Democràcia que havia estat expulsat del grup parlamentari del partit després de votar en contra del govern de coalició de Lukàs Papadimos en un vot de confiança. La declaració fundacional es va presentar l'11 de març.
Al partit s'hi van sumar deus exdiputats de Nova Democràcia, com Elena Kunturà, Khristos Zoïs, Kostas Markópulos, Dimitris Stamatis, Spiros Galinós, Mika Iatridi, Maria Kól·lia-Tsarukhà, Panagiotis Melàs i Mikhalis Giannakis. El partit minoritari d'esquerra antirescat Quadriga de la Ciutadania Panhel·lènica també va arribar a un acord de cooperació electoral amb els Grecs Independents, el 17 d'abril de 2012.
Abans de les eleccions legislatives gregues de maig de 2012 va aplegar 11 diputats desertors, deu dels quals de Nova Democràcia i un del PASOK. En aquestes eleccions, el partit va aconseguir 33 diputats, encara que a les eleccions de juny del mateix any el seu nombre de representants es va reduir a 20.
A les dues eleccions legislatives de 2015, malgrat reduir-se el seu suport, van aconseguir ser una força decisiva per formar govern. En aquest sentit, van acceptar la creació d'una coalició amb Syriza, amb el líder del partit Panos Kammenos com a Ministre de Defensa, un viceministre addicional i tres viceministres.
Al 2018 el partit va patir una crisi interna fruit de les negociacions del govern grec entorn la disputa sobre el nom de Macedònia, provocant nombroses expulsions o dimissions de càrrecs d'ANEL. Finalment, el 13 de gener de 2019, el ministre de Defensa, Panos Kammenos, i els Grecs Independents es van retirar de la coalició després de l'acord sobre la disputa pel nom de Macedònia.
Poc temps després de la retirada del partit del govern de coalició, afeblits per la crisi interna, es dissoldria el seu grup parlamentari passant a ser membres independents. A les eleccions europees de 2019, el partit obtindria només el 0.8% dels vots, perdent la representació i provocant alhora la decisió de no participar a les següents eleccions legislatives. Des de llavors, el partit ha quedat essencialment inactiu, sense haver estat dissolt oficialment.

## Ideologia
Els Grecs Independents afirmaven no tenir cap vincle amb Nova Democràcia. Pel que fa a polítiques socials, s'oposaven a la immigració i el multiculturalisme i donaven suport a la repatriació dels immigrants il·legals, la prohibició dels habitatges okupades i el desenvolupament d'un sistema educatiu d'orientació cristiana ortodoxa. En l'àmbit econòmic, el partit se centrava en el rebuig de l'acord de rescat entre Grècia, la Unió Europea i el Fons Monetari Internacional. Kammenos reclamava un comitè permanent per sobre dels partits polítics i dotat de poders d'emergència i autoritat per aclarir els fets que van conduir a la crisi econòmica de Grècia. Advocava per un «despertar i una insurrecció nacional» i sostenia que Grècia havia estat víctima d'una «conspiració internacional».
El partit també defensava llevar la immunitat dels ministres, parlamentaris i funcionaris contra l'enjudiciament i fer responsables els culpables de la crisi. Propugnava la protecció de la sobirania nacional, les reparacions de guerra per la invasió de Grècia per part de l'Alemanya nazi a la Segona Guerra Mundial, la cancel·lació del memoràndum que considerava il·legal, i per a la construcció d'una Grècia nova i diferent.
El partit havia anunciat que començarien a treballar per la creació d'un Front Democràtic patriòtic amb l'objectiu de salvar «Grècia de l'allau neoliberal».

## Resultats electorals

### Eleccions legislatives
| Any       | Líder          | Vots             | %                | Diputats         | +/-              | Govern           |
| --------- | -------------- | ---------------- | ---------------- | ---------------- | ---------------- | ---------------- |
| 2012 (I)  | Panos Kammenos | 671.324          | 10,6 (#4)        | 33 / 300         | Nou              | Oposició         |
| 2012 (II) | Panos Kammenos | 462.406          | 7,5 (#4)         | 20 / 300         | 13               | Oposició         |
| 2015 (I)  | Panos Kammenos | 293,683          | 7.5 (#4)         | 13 / 300         | 7                | Coalició         |
| 2015 (II) | Panos Kammenos | 200,423          | 4.8 (#6)         | 10 / 300         | 3                | Coalició         |
| 2019      | Panos Kammenos | No hi participen | No hi participen | No hi participen | No hi participen | No hi participen |

### Parlament Europeu
| Parlament Europeu | Parlament Europeu | Parlament Europeu | Parlament Europeu | Parlament Europeu | Parlament Europeu | Parlament Europeu | Parlament Europeu |
| Any               | Líder             | Vots              | %                 | +/-               | Escons            | +/−               | Pos.              |
| ----------------- | ----------------- | ----------------- | ----------------- | ----------------- | ----------------- | ----------------- | ----------------- |
| 2014              | Panos Kammenos    | 197,701           | 3.5%              | Nou               | 1 / 21            | 1                 | #7                |
| 2019              | Panos Kammenos    | 45,149            | 0.8%              | -2.7              | 0 / 21            | 1                 | #15               |

### Referèndums
| Any  | Qüestió                                     | Posició      | Vots      | %           | Resultat |
| ---- | ------------------------------------------- | ------------ | --------- | ----------- | -------- |
| 2015 | Acceptació de l'acord econòmic de la Troika | Suport al NO | 3,558,450 | 61,31 / 100 | Victòria |